# Galaxie Sochař
Galaxie Sochař (NGC 253, také známá jako Caldwell 65) je spirální galaxie v souhvězdí Sochaře vzdálená přibližně 10,6 milionů světelných let. Je hlavním členem skupiny galaxií v Sochaři a nachází se tedy velmi blízko k Místní skupině galaxií. Je to hvězdotvorná galaxie, protože v současnosti překotně tvoří nové hvězdy.

## Pozorování

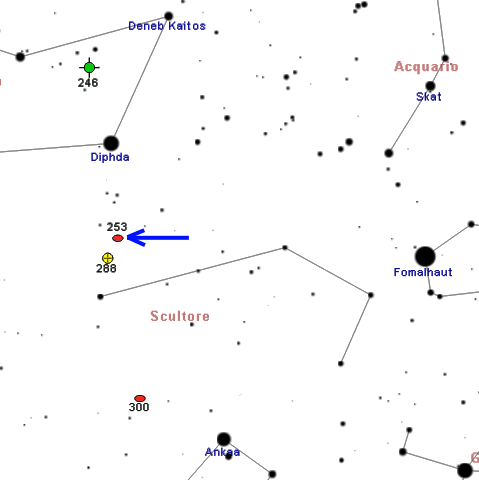
Poloha NGC 253 v souhvězdí Sochaře

Galaxii objevila Caroline Herschel, sestra britského astronoma Williama Herschela, v roce 1783 během soustavného hledání komet.
O půl století později ji pozoroval John Herschel svým 18 palcovým dalekohledem s kovovým zrcadlem na Mysu Dobré naděje. Napsal: "velmi jasná a velká (délka 24'); nádherný objekt… Její jas je poněkud nestálý, ale nevidím v ní žádné hvězdy kromě 4 velkých a jedné menší, které vypadají, že k ní nepatří, jsou mnohem blíž…"
Allan Sandage napsal v roce 1961 do knihy Hubble Atlas of Galaxies, že galaxie Sochař je "vzorový příklad zvláštní podskupiny galaxií typu Sc… na fotografických snímcích galaxií této skupiny převládají obrazce tvořené prachem. Velmi složité prachové pruhy a skvrny jsou rozptýlené na celém jejich povrchu. Spirální ramena je často obtížné sledovat… Ramena jsou vyznačena stejnou měrou prachem i spirálovým tvarem."
Bernard Y. Mills, astronom ze Sydney, objevil, že galaxie Sochař je také docela silným zdrojem rádiových vln.
V roce 1998 pořídil Hubbleův vesmírný dalekohled podrobný snímek galaxie Sochař.
Galaxie Sochař je jednou z nejjasnějších galaxií na obloze, je možné ji vidět i triedrem. Je považována za jednu z nejjednodušeji viditelných galaxiích na obloze, hned po Galaxii v Andromedě.
Je to vhodný objekt pro pozorování dalekohledem o průměru 300 mm nebo větším. V takovém dalekohledu je vidět dlouhé oválné jádro a skvrnitý disk. I když jádro vypadá pouze o málo jasnější než ostatní části galaxie, vzhledem k rozměrům disku je velice rozsáhlé. V dalekohledu o průměru větším než 400 mm je možné vidět tmavý prachový pás severozápadně od jádra a více než tucet slabých hvězd, které se na galaxii promítají.
Ve střední Evropě nevychází vysoko nad obzor. Na obloze se nachází v severní části souhvězdí Sochaře u hranice se souhvězdím Velryby, 5 stupňů severozápadně od hvězdy Alfa Sculptoris. 2 stupně jihovýchodně od galaxie leží kulová hvězdokupa NGC 288.

## Vlastnosti

### Překotná tvorba hvězd
Nejvýraznější vlastností galaxie Sochař je výše zmíněná překotná tvorba hvězd, díky které se v jejím středu vytvořilo několik obřích hvězdokup (objevených pomocí HST): jedna s hmotností 1,5 milionů hmotností Slunce a absolutní magnitudou přinejmenším -15 a dvě další s hmotností 50 000 hmotností Slunce a absolutní magnitudou kolem -11; 
při další studii byla nalezena ještě větší hvězdokupa, skrytá za hustými mračny kosmického prachu, která má hmotnost 14 milionů hmotností Slunce, stáří přibližně 5,7 milionů let a obsahuje velké množství Wolfových–Rayetových hvězd.
Také v severovýchodní části galaxie najdeme oblast silné tvorby hvězd. Nachází se zde mnoho červených veleobrů a v galaktickém halu je zde mnoho mladých hvězd a neutrálního vodíku. Toto, spolu s dalšími zvláštnostmi galaxie, naznačuje, že se s ní před 200 miliony let srazila trpasličí galaxie bohatá na plyn, narušila její disk a spustila nynější prudkou tvorbu hvězd.
Podobně jako u jiných galaxií, ve kterých překotně vznikají hvězdy, jako například Messier 82, NGC 4631 nebo NGC 4666, hvězdný vítr z mnoha nově vytvořených hmotných hvězd i jejich zanikání ve formě supernov vyfukuje hmotu do galaktického hala a tento supervítr bude brzdit vznik dalších hvězd v galaxii.
I když jsou hvězdotvorné galaxie často doprovázeny supernovami, v galaxii Sochař byla zatím objevena pouze jedna.
Tato supernova z listopadu roku 1940 má označení SN 1940E, měla magnitudu 14 a nachází se přibližně 54" jihozápadně od galaktického jádra.

### Černá díra
Nedávný výzkum naznačuje, že se uprostřed této galaxie nachází obří černá díra s odhadovanou hmotností 5 milionů hmotností Slunce, tedy trochu více než Sagittarius A*.

## Sousední galaxie
Galaxie Sochař a přilehlé galaxie NGC 247, PGC 2881, PGC 2933, Sculptor-dE1 a UGCA 15 tvoří malé jádro uprostřed skupiny galaxií v Sochaři, která sousedí s Místní skupinou galaxií.
Většina ostatních galaxií v této skupině je k tomuto jádru gravitačně vázána pouze slabě.
Galaxie Sochař je nejjasnější galaxií skupiny a zároveň patří mezi nejzářivější galaxie v okolí Mléčné dráhy, předčí ji pouze Galaxie v Andromedě a galaxie Sombrero
Mezinárodní tým vědců použil teleskop Subaru na Observatoři Mauna Kea k průzkumu slabé trpasličí galaxie, která se rozpadá blízko NGC 253. Pozorování přineslo hodnotný pohled na děj, který je prchavý, ale důležitý v tvarování galaxií. Satelitní galaxie dostala název NGC 253-dw2 a možná nepřežije další zanoření do svého hostitele, což může hostitelskou galaxii do jisté míry narušit, pokud je trpasličí galaxie dostatečně hmotná.
Vzájemné ovlivňování mezi těmito dvěma galaxiemi může rozluštit nevyřešenou záhadu o NGC 253, protože velká galaxie vykazuje známky narušení trpasličí galaxií. Narušitel dříve nebyl vidět a předpokládalo se, že zanikl, ale nyní byl viník asi nalezen.

## Galerie obrázků

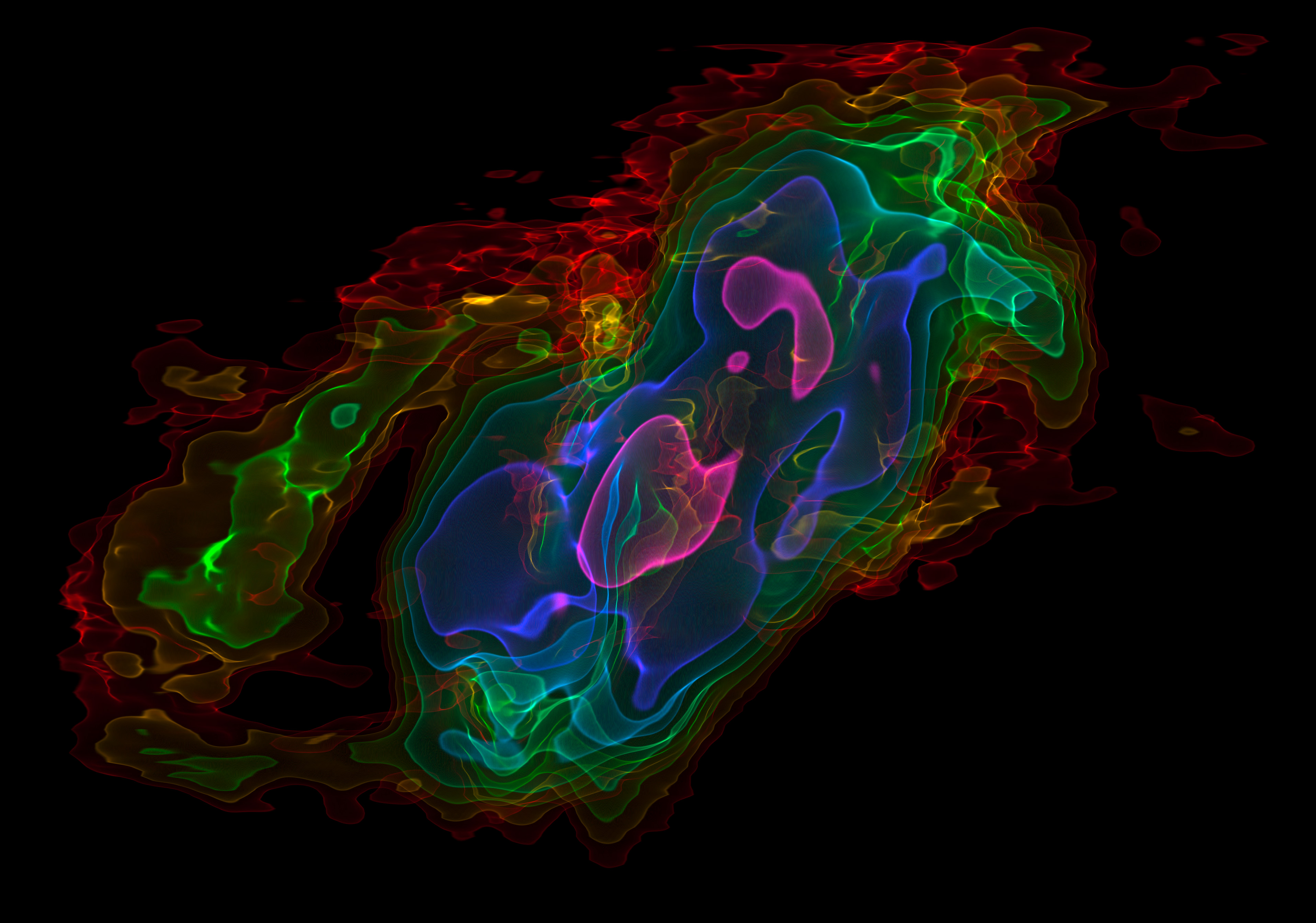
Trojrozměrný snímek plynů proudících z NGC 253 pořízený dalekohledem ALMA.
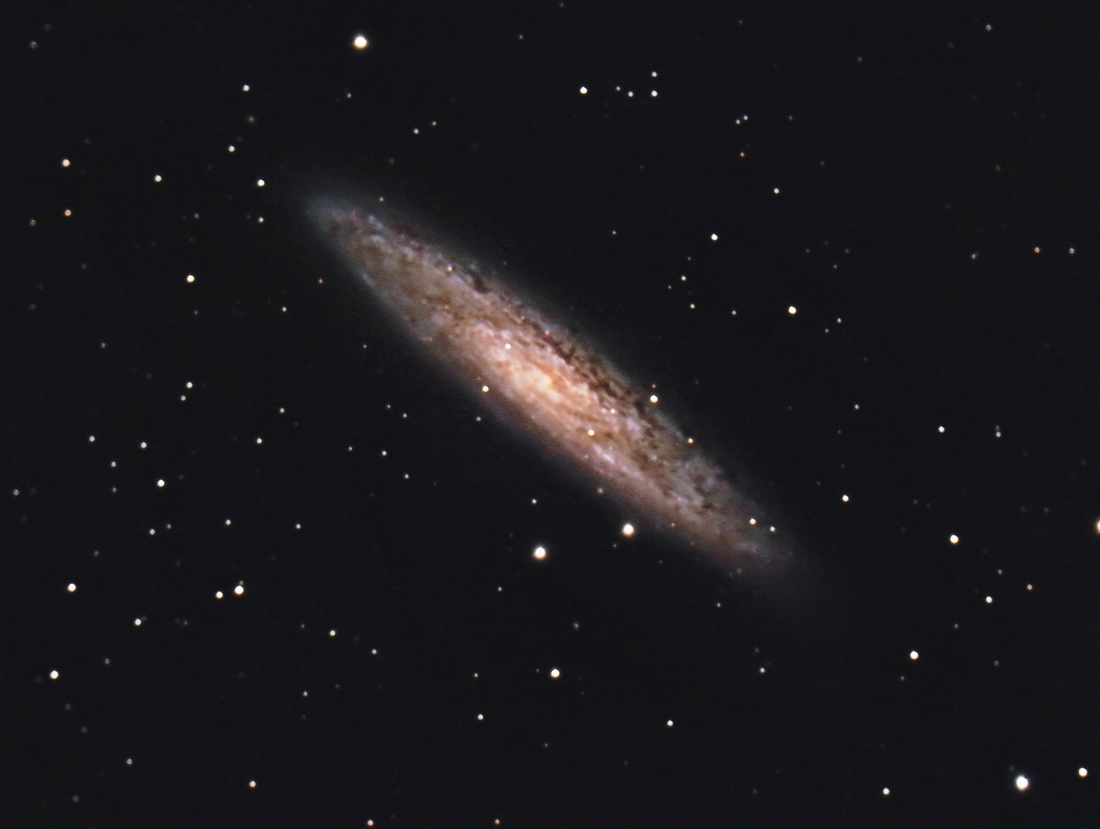
Snímek NGC 253. Autor: Hunter Wilson.
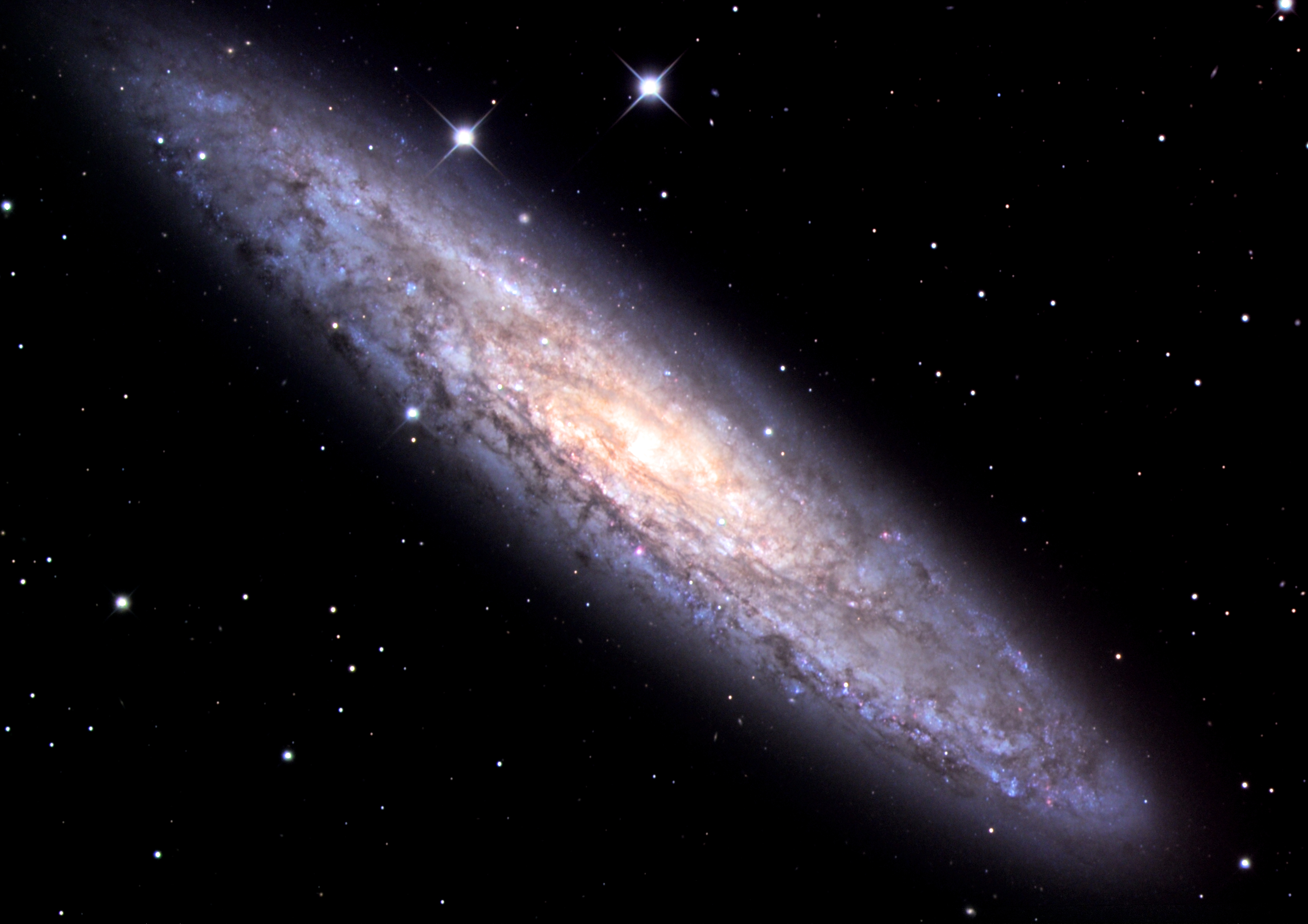
NGC 253 na snímku ve viditelném spektru z dalekohledu o průměru 61 cm na hoře Mt. Lemmon v Arizoně.
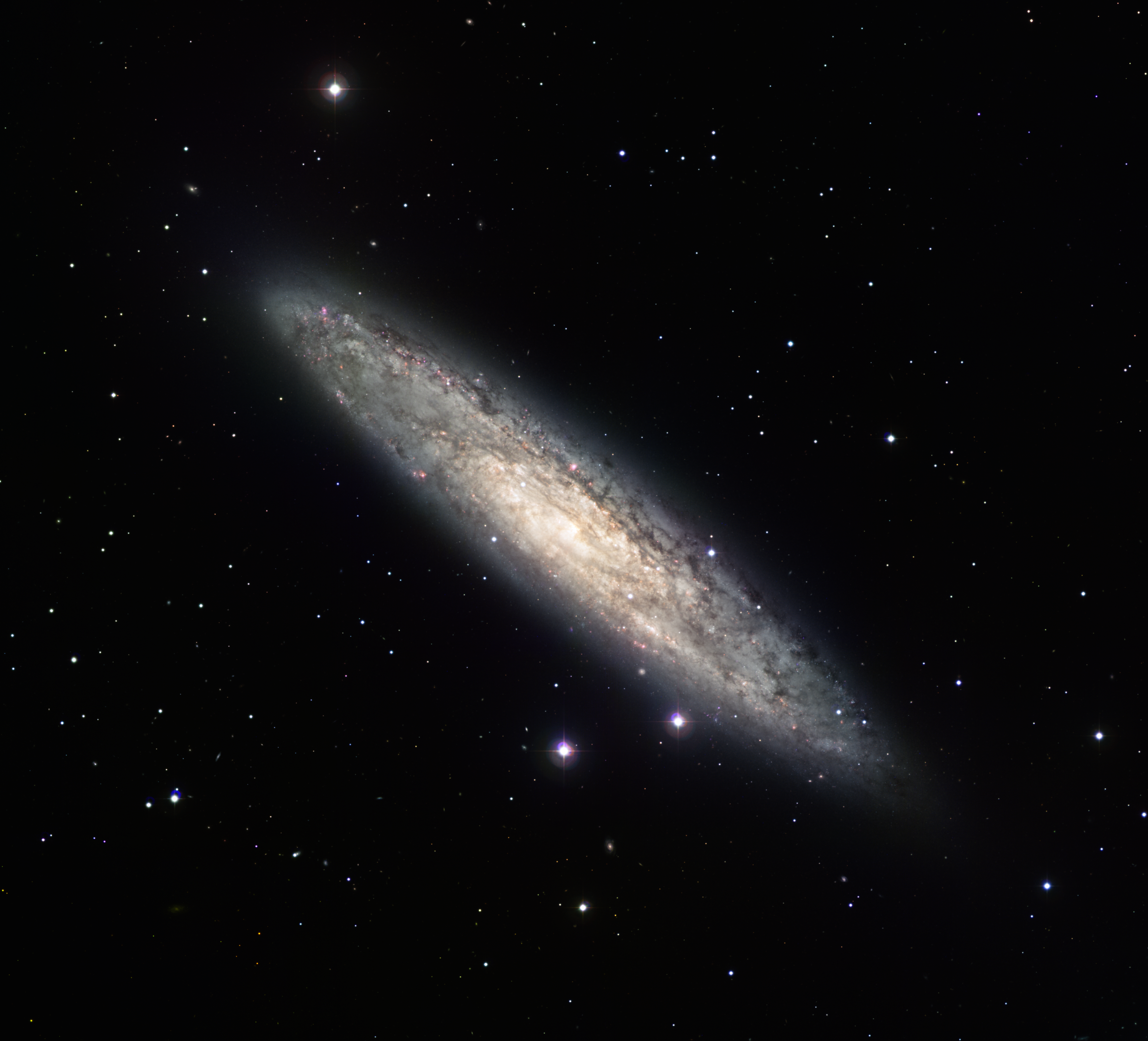
Spirální galaxie NGC 253. Autor: ESO.
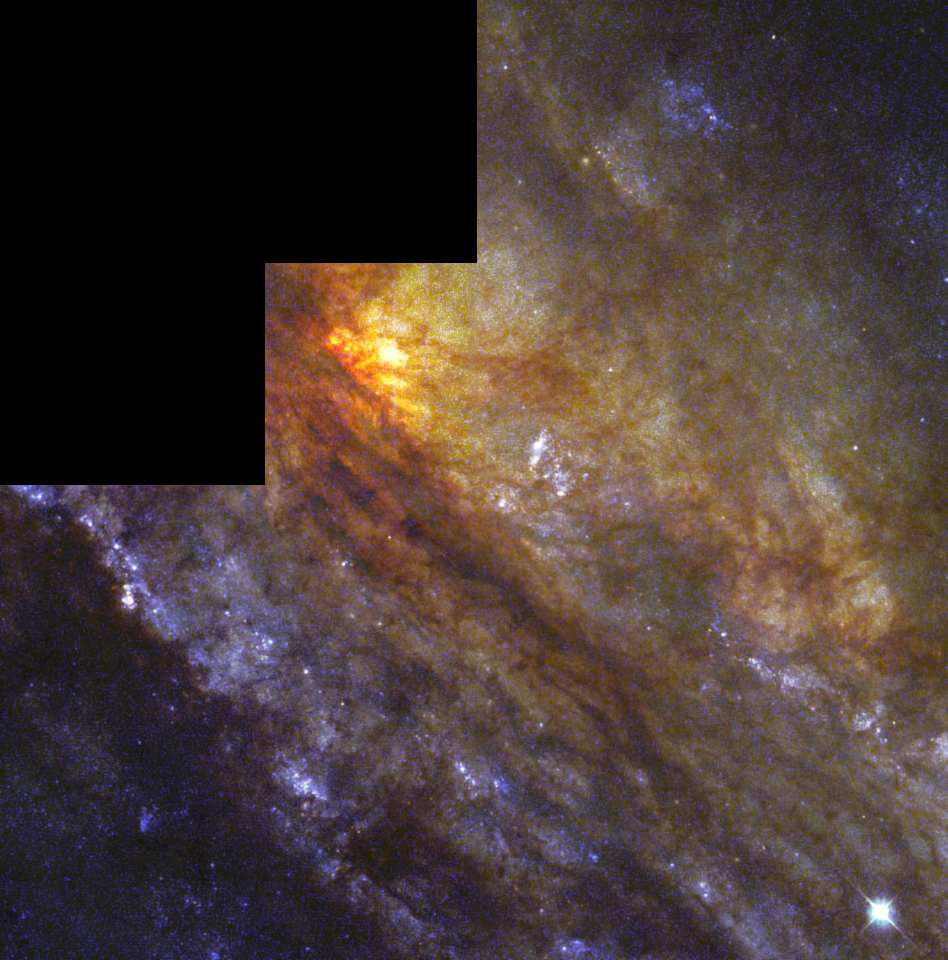
Podrobný snímek NGC 253 z Hubbleova vesmírného dalekohledu.
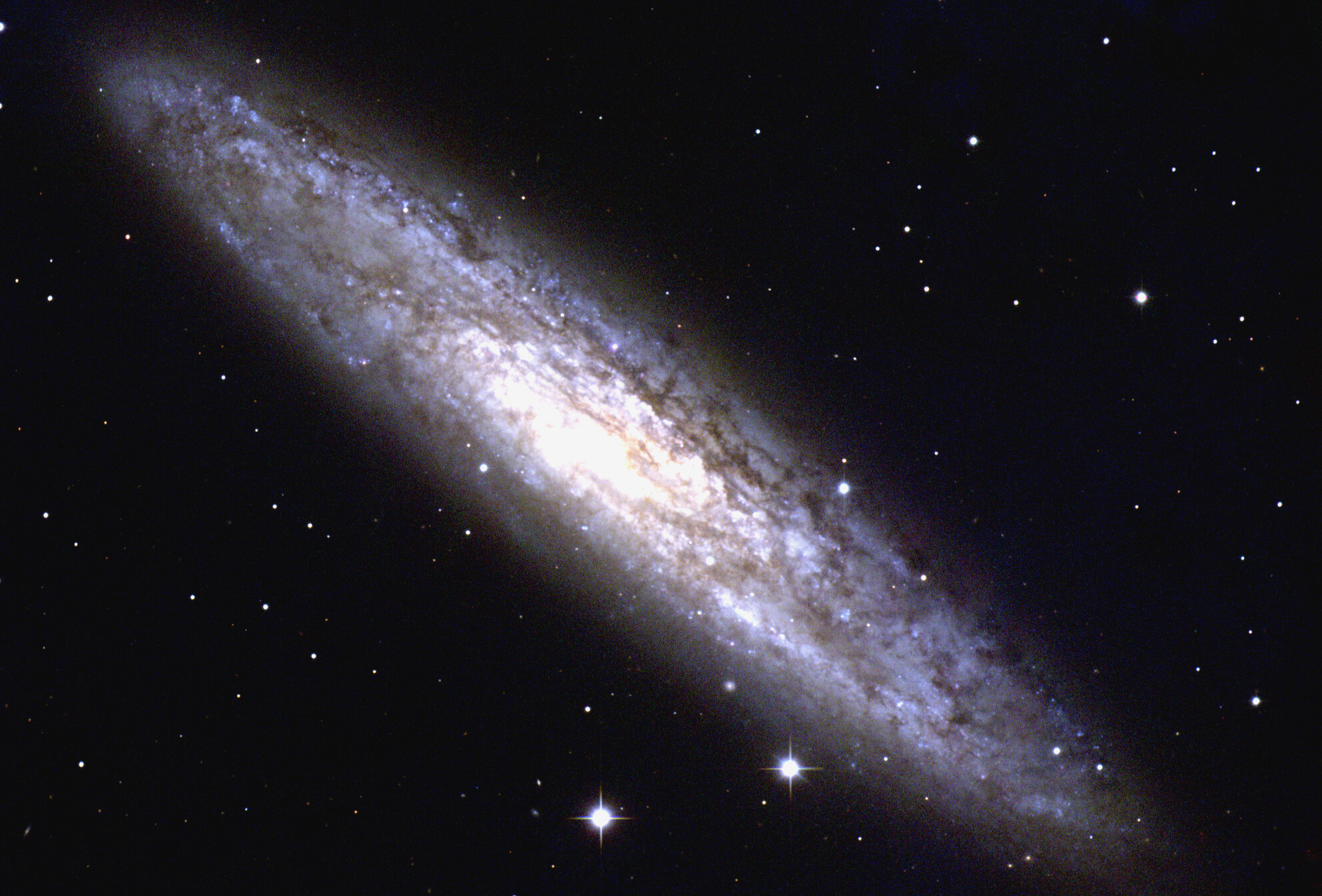